# Салов (село)
Салов (укр. Салів) — село, входит в Мироновский район Киевской области Украины.
Население по переписи 2001 года составляло 292 человека. Почтовый индекс — 08851. Телефонный код — 4574. Занимает площадь 9,43 км². Код КОАТУУ — 3222983303.

## Местный совет
08851, Київська обл., Миронівський р-н, с. Козин, вул. Бесарабівка,80

## Исторические сведения
Основал хутор казак Герасим Сало в двух верстах выше Козина возле р. Росавы. Здесь Герасим Сало имел свою усадьбу и водяную мельницу. Первое упоминание о хуторе в реестре Масловской казачьей сотни — 1649 год.
В первой трети XIX в. тогдашний владелец Козинского имения гвардии полковник граф Владислав Викентьевич Монтрезор выселял в Салов Хутор cелян, которые не повиновались помещичьей власти. С отменой крепостного права земли Салова Хутора было приписано к Козинскому имению, общее количество земли составило 4285 десятин, из них собственностью крестьян было только 2105 десятин, приобретенных ими за 98 877 рублей по выкупному договору 1863.
За неповиновение в Салов Хутор были введены войска. Заводил, среди которых были местные крестьяне Р. Бала, А. Иващенко, арестовали и отправили в каневскую тюрьму.
По состоянию на 1885 в селе Салов хутор Козинской волости Каневского уезда Киевской губернии проживало 544 человека, насчитывалось 98 дворовых хозяйств, существовал постоялый дом.
По переписи 1897 года число жителей возросло до 719 человек (351 мужского пола и 368 — женского), из которых 715 — православной веры.
В 1900 году В Салове насчитывалось 135 дворов и 619 жителей. Здесь действовали православная церковь, школа грамоты, пять ветряных мельниц, две кузницы. Село входило в имения графа Владислава Монтрезора (младшего). Главным занятием крестьян, которым принадлежала 501 десятина земли, было земледелие, которое велось по трехпольной системе.
Также поблизости Салова сохранились остатки раннеславянского поселения черняховской культуры.